# Jelyzaveta Jachno
Jelyzaveta Serhiїvna Jachno (in ucraino Єлизавета Сергіївна Яхно?, tr.en.: Yelyzaveta Yakhno; Donec'k, 4 giugno 1998) è una nuotatrice artistica ucraina.

## Palmarès
- Mondiali

Budapest 2017: argento nel libero combinato, bronzo nel duo (programma tecnico e libero) e nella gara a squadre (programma libero).
Gwangju 2019: oro nell'highlight, bronzo nella gara a squadre (programma tecnico e libero) e nel libero combinato.
- Europei

Glasgow 2018: oro nel libero combinato; argento nel singolo (programma tecnico), nel duo (programma tecnico e libero) e nella gara a squadre (programma tecnico e libero); bronzo nel singolo (programma libero).
- Giochi europei

Baku 2015: bronzo nel duo, nella gara a squadre e nel programma libero combinato.

## Riconoscimenti
- Atleta dell'anno FINA: 2018